# شهرستان ایری (نیویورک)
شهرستان ایری (به انگلیسی: Erie) واقع در ایالت نیویورک است. جمعیت این شهرستان بر اساس سرشماری سال ۲۰۱۰ آمریکا ۹۱۹۰۴۰ نفر گزارش شده‌است. مرکز شهرستان ایری شهر بوفالو است.این شهرستان در سال ۱۸۲۱ بنیانگذاری شده‌است. نام این شهرستان برگرفته از رودخانه ایری است که نام قبیله ای از بومیان آمریکای شمالی است که تا پیش از ۱۶۵۴ در این مکان می زیسته‌اند. این شهرستان با استان کانادایی اونتاریو مرز مشترک دارد.